# Liste der Bischöfe von Conversano
Die folgenden Personen waren Bischöfe von Conversano (Italien):
- Simplicio (480–492)
- Ilario (501)
- Gerico (733)
- Simparide (754)
- Johannes (962) (Apostolischer Administrator, auch Erzbischof von Canosa und Brindisi)
- Leon I. (1081–1098)
- Sasso (1108)
- Ruggiero (1141)
- Leon II. (1152)
- Cafisio (1180)
- Guglielmo I. (1190)
- Giovanni I. (1210)
- Concilio (1221–1260)
- Stefano I. detto il Venerabile (1264)
- Giovanni II. de Cropis (1283–1291)
- Amando oder Ameno (1291)
- Giovanni III. (1301)
- Guglielmo II. (1318)
- Pietro Baccario (1335–1342)
- Giovanni IV. (1343)
- Stefano II. (1350)
- Pietro d'Itri (1358–1379)
- Antonio (1379–1385)
- Pietro III. (1385–1390)
- Giacomo (1390–1395)
- Angelo (1395–1404)
- Stefano III. Alfano (1404–1419)
- Stefano IV. (1422–1423)
- Antonio Domininardi (1423–1433)
- Marino de Ursinis (1434–1437)
- Andrea de Verulis (1437–1439)
- Abate Nicola de Cursizio (1439)
- Donato Bottino di Napoli (1439–1448) (auch Bischof von Sulmona)
- Fra Pietro di Migolla (1448–1464)
- Paolo de Turculis (1464–1482) (auch Erzbischof von Trani)
- Sulpicio Acquaviva d’Aragona (1483–1494)
- Vincenzo Pistacchio (1494–1499) (auch Bischof von Bitetto)
- Donato Acquaviva d’Aragona (1499–1528)
- Antonio Kardinal di Santa Severina (1528–1534) (Apostolischer Administrator, auch Erzbischof von Tarant)
- Giacomo Antonio Carrozza (1534–1560)
- Giovanni Francesco Lottini (1560–1561)
- Romolo de Valentibus (1561–1579)
- Francesco Maria Sforza (1579–1605)
- Pietro Capullio (1605–1625) (danach Bischof von Venafro)
- Antonio Brunachio (1632–1638)
- Agostino Ferentillo (1638–1641)
- Pietro Paolo Bonsi (1642–1657) (auch Bischof von Acerno)
- Giuseppe Palermo (1658–1670)
- Giovanni Stefano Sanarica (1671–1679)
- Andrea Brancaccio (1681–1701) (auch Erzbischof von Cosenza)
- Filippo Meda (1702–1733)
- Giovanni Macario Valenti (1733–1744)
- Filippo del Prete (1744–1751)
- Michele di Tarsia (1751–1772)
- Fabio Palumbo (1772–1786)
- Sedisvakanz (1786–1792)
- Nicola Vecchi (1792–1797) (danach Bischof von Teano)
- Gennaro Carelli (1797–1818)
- Nicola Carelli (1818–1820 Kapitularvikar, 1820–1826 Bischof)
- Giovanni De Simone (1826–1847)
- Giovanni Maria Mucedola (1848–1865)
- Sedisvakanz (1865–1871)
- Salvatore Silvestris, C.SS.R. (1871–1879)
- Augusto Antonio Vicentini (1879–1881)
- Casimiro Gennari (1881–1897)
- Antonio Lamberti (1897–1917)
- Domenico Lancellotti (1919–1930)
- Domenico Argnani (1931–1935)
- Gregorio Falconieri (1935–1964)
- Antonio D’Erchia (1964–1970 Apostolischer Administrator, 1970–1986 Bischof)
- Domenico Padovano (1987–2016)
- Giuseppe Favale (seit 2016)